# Typologi (arkeologi)
Typologi är inom bland annat arkeologi och etnologi resultatet av klassifikation och seriation av föremål. Ibland tillskrivs typologier kronologiska dimensioner, men detta är inte nödvändigt.
Ett exempel på en typologi (i arkeologin) är denna serie av neolitiska yxor:

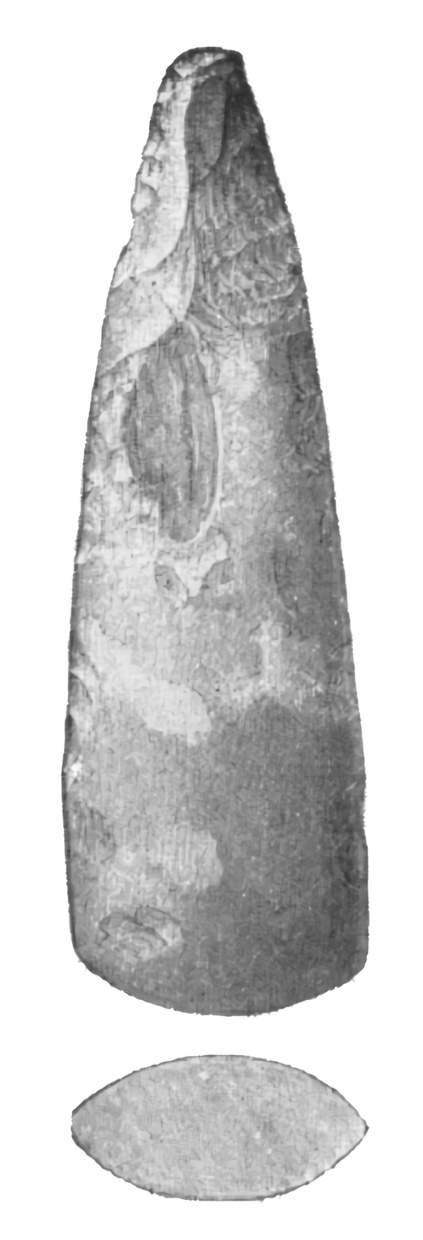
Spetsnackig yxa
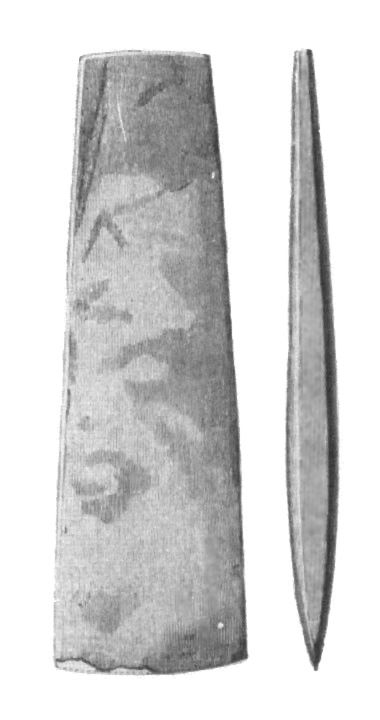
Tunnackig yxa
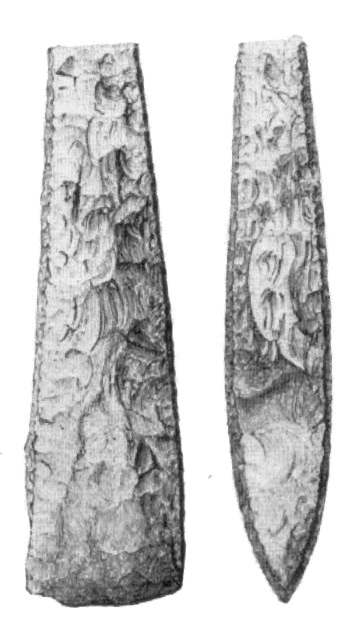
Tjocknackig yxa

## Bakgrund
Under 1800-talet och tidigt 1900-tal upprättades vanligen typologier genom en kombination av empiriska observationer och intuition. Typologin som metod bygger ursprungligen dels på ett utvecklingstänkande sprunget ur Darwins evolutionsteori, och dels på tankar som känns igen från essentialismen. I och med den processuella arkeologins uppträdande under 1960-talet har dock statistiska och matematiska metoder, som exempelvis Principalkomponentanalys (korrespondensanalys) gjort sitt insteg. Typologier är fortfarande ett viktigt instrument i arkeologin.
August Strindberg myntade begreppet knappologi som en kritik mot typologin.